# Henrique
Henrique ist ein portugiesischer männlicher Vorname, der auch als Familienname vorkommt.
Die deutschsprachige Form des Namens ist Heinrich.

## Verbreitung
Der Name wird in Deutschland seit 2011 sporadisch vergeben, in den letzten 10 Jahren rund 40 Mal. In der Schweiz kommt der Name seit 1945 fast jedes Jahr in der Namensgebung vor. Von 1930 bis 2023 wurde er etwa 420 Mal gewählt. Der Name wird in Österreich nur selten vergeben, von 1984 bis 2023 wurden nur zwei Jungen so genannt, und zwar im Jahr 2015 und 2022.
Besonders beliebt ist der Name in Portugal, von 2011 bis 2018 befand er sich dauerhaft in den Top-40. In Frankreich hatte der Name zwischen Ende der 1960er bis zum Anfang der 1980er Jahre seine beliebteste Phase und lag in den Top-500. Der Name ist in Dänemark, Norwegen und Schweden mäßig beliebt. Henrique taucht in England seit 1996 regelmäßig in den Vornamenscharts auf, jedoch ist der Name nicht sonderlich beliebt. Seine Vergabe ist auch in Belgien, Schottland, Irland und Nordirland nachgewiesen.
In den USA wird der Name seit Mitte der 1960er Jahr fast alljährlich bei der Namenswahl berücksichtigt. In den letzten 10 Jahren wurden circa 200 Jungen so genannt. Der Name kommt in Kanada seit Mitte der 1980er Jahre regelmäßig in den Hitlisten vor, jedoch in einem geringen Umfang.
Der Name befand sich in Brasilien von 1930 bis 2000 stets in den Top-200.

## Namensträger

### Vorname
- Henrique (Bischof) († 1531), kongolesischer Geistlicher, Titularbischof von Utica
- Henrique Adriano Buss (Henrique; * 1986), brasilianischer Fußballspieler
- Henrique Correia (* 1966), portugiesischer Poolbillardspieler
- Henrique da Costa Mecking (* 1952), brasilianischer Schachspieler und Geistlicher
- Henrique de Curitiba (1934–2008), brasilianischer Komponist
- Henrique Hilário (* 1975), portugiesischer Fußballspieler
- Henrique Pereira Rosa (1946–2013), Politiker aus Guinea-Bissau, Präsident 2003 bis 2005
- Henrique da Rocha Lima (1879–1956), brasilianischer Mediziner und Pathologe
- Henrique Schneider (* 1977), Schweizer Wirtschaftswissenschaftler
- Henrique Sereno Fonseca (* 1985), portugiesischer Fußballspieler
- Henrique Silva Milagres (Henrique; * 1994), brasilianischer Fußballspieler
- Henrique Roberto Rafael (* 1993), brasilianischer Fußballspieler

### Mittelname
- Bruno Henrique (Fußballspieler, 1990) (Bruno Henrique Pinto; * 1990), brasilianischer Fußballspieler
- Carlos Henrique dos Santos Souza (Henrique; * 1983), brasilianischer Fußballspieler
- Carlos Henrique Raimundo Rodrigues (Henrique; * 1976), brasilianischer Fußballspieler
- Fernando Henrique dos Anjos (* 1983), brasilianischer Fußballspieler
- Fernando Henrique Cardoso (* 1931), brasilianischer Soziologe und Politiker
- Gustavo Henrique Vernes (* 1993), brasilianischer Fußballspieler
- Gustavo Henrique (Fußballspieler, 1994) (* 1994), brasilianischer Fußballspieler
- Gustavo Henrique (Fußballspieler, November 1994) (* November 1994), brasilianischer Fußballspieler
- Manuel Henrique Tavares Fernandes (* 1986), portugiesischer Fußballspieler, siehe Manuel Fernandes
- Paulo Henrique Carneiro Filho (* 1989), brasilianischer Fußballspieler
- Paulo Henrique Chagas de Lima (* 1989), brasilianischer Fußballspieler, siehe Ganso

### Familienname
- Adam Henrique (* 1990), kanadischer Eishockeyspieler
- Alex Henrique (* 1985), brasilianischer Fußballspieler
- Fernando Henrique (* 1983), brasilianischer Fußballtorhüter
- Gabriel Henrique (* 2002), brasilianischer Fußballspieler
- José Henrique (* 1943), portugiesischer Fußballtorhüter
- Leandro Henrique do Nascimento (* 1998), brasilianischer Fußballspieler, siehe Leandrinho (Fußballspieler, 1998)

- Luis Henrique (Boxer) (* 1993), brasilianischer Boxer
- Luís Henrique (Fußballspieler, 1968) (* 1978), Luís Henrique Pereira dos Santos, brasilianischer Fußballspieler
- Luis Henrique (Fußballspieler, 1978) (* 1978), brasilianischer Fußballspieler
- Luis Henrique (Fußballspieler, 1979) (* 1979), brasilianischer Fußballspieler
- Luis Henrique (Fußballspieler, 1998) (* 1998), brasilianisch-italienischer Fußballspieler
- Luis Henrique (Fußballspieler, 2001) (* 2001), brasilianischer Fußballspieler

- Nereudo Freire Henrique (* 1963), brasilianischer römisch-katholischer Geistlicher, Weihbischof in Olinda e Recife
- Paulo Henrique Souza de Oliveira (* 1943), brasilianischer Fußballspieler
- Paulo Henrique (Fußballspieler, 1972) (* 1972), brasilianischer Fußballspieler
- Paulo Henrique Carneiro Filho (* 1989), brasilianischer Fußballspieler
- Paulo Henrique Chagas de Lima (* 1989), brasilianischer Fußballspieler, siehe Ganso
- Paulo Henrique Rodrigues Cabral (* 1996), portugiesischer Fußballspieler
- Paulo Henrique (Fußballspieler, 1991) (* 1991), brasilianischer Fußballspieler
- Thiago Henrique (Fußballspieler, 1995) (* 1995), brasilianischer Fußballspieler